# 台灣名古屋吻鰕虎魚
台灣名古屋吻鰕虎魚（学名：Rhinogobius nagoyae formosanus），又名橫帶吻鰕虎魚、台灣吻鰕虎魚、臺灣名古屋吻鰕虎魚，为輻鰭魚綱虾虎鱼亚目鰕虎魚科的其中一種。其种加词“nagoyae”意为“日本名古屋的”。其亚种加词“formosanus”意为“台湾的”。

## 分布
本魚僅分布於臺灣地區。

## 特徵
本魚體延長，圓鈍而後方側扁，頭大，吻短而略尖，上頷略為突出，眼小，口大而斜裂，唇厚。體被較大櫛鱗，胸及腹部具細小圓鱗。體為黃棕色，被有6-7個垂直深褐色橫斑，其寬度大於間隔區，雄魚體側鱗片中央有藍色光澤，雌魚腹部亮藍色，吻部及頰部具有紅色蠕蟲形線紋，眼前方有三條平行斜裂之線紋，背鰭硬棘7枚；背鰭軟條7-9枚；臀鰭硬棘1枚；臀鰭軟條7-8枚，體長可達4.9公分。

## 生態
本魚棲息在石礫底質的河川，屬底棲性魚類，肉食性。